# Carcharias taurus
Lo squalo toro (Carcharias taurus (Rafinesque, 1810)) è uno squalo appartenente alla famiglia degli odontaspididi e all'ordine dei lamniformi. Si tratta di un grosso predatore abitante delle acque costiere di tutto il mondo con nomi diversi a seconda del luogo in cui abita. Nonostante il suo aspetto, è relativamente placido e si muove lentamente, benché sia un ottimo nuotatore. È a rischio d'estinzione.
Lo squalo toro in italiano può venire confuso con il Carcharhinus leucas a causa del nome inglese di quest'ultimo: bull shark (ovvero lo squalo toro propriamente detto).

## Distribuzione
Lo squalo si raduna tipicamente nelle acque costiere, alla profondità di 10-60 metri, anche se è stato visto in profondità maggiori. Spesso si nasconde in buche e grotte durante il giorno ed esce la notte per mangiare. Ricerche indicano che generalmente lo squalo rimane entro un chilometro dal luogo di aggregazione e vicino al fondo dell'oceano. Al contrario di altri squali non ha bisogno di muoversi per respirare, vantaggio per essere furtivo nelle sue battute di caccia. È presente in tutto il mondo, nell'Atlantico, nel Pacifico e nell'Oceano Indiano. Tra il 1950 e il 1960 era vicino all'estinzione nelle acque australiane dove ancora oggi è classificato come vulnerabile.

## Anatomia
Il corpo è massiccio, con due larghe pinne dorsali, la coda è allungata con un lungo lobo superiore. 
Cresce fino alla lunghezza di 320 cm. Il maschio raggiunge la maturità quando è grande 220 cm e la femmina a 210 cm.

## Riproduzione
La riproduzione è ovovivipara. La femmina ha due uteri. Dentro ogni utero, l'embrione che si sviluppa per primo inizia a cibarsi dei fratelli non ancora sviluppati per sopravvivere. La madre inizia poi a produrre uova non fecondate, in modo che il piccolo possa nutrirsene. La gestazione dura dai 6 ai 9 mesi. Normalmente, la madre mette al mondo due cuccioli (un superstite per utero).